# 마틴 크러스컬
마틴 데이비드 크러스컬(영어: Martin David Kruskal, IPA: [ˈmɑː(ɹ)tɪn ˈdeɪvɪd ˈkrʌskəl], 1925년 9월 28일 ~ 2006년 12월 26일)은 미국의 수학자이자 물리학자다. 수학과 물리학의 다양한 분야에 공헌하였고, 특히 솔리톤에 대한 연구가 유명하다.

## 생애
1925년 9월 28일 뉴욕에서 태어났고, 뉴로셸에서 유년기를 보냈다. 아버지 조지프 B. 크러스컬 1세(영어: Joseph B. Kruskal, Sr.)는 모피 도매상인이었고, 어머니 릴리언 로즈 보하우스 크러스컬 오펜하이머(영어: Lillian Rose Vorhaus Kruskal Oppenheimer)는 미국에 종이접기를 전파한 예술가였다. 크러스컬 가족들은 총 3형제 2자매였는데, 그 중 조지프 크러스컬(영어: Joseph Kruskal)과 윌리엄 크러스컬(영어: William Kruskal) 또한 유명한 수학자가 되었다. 크러스컬은 가정에서는 보통 "데이비드"로 불렸지만, 대외적으로는 "마틴"이라는 이름을 사용했다.
시카고 대학교와 뉴욕 대학교에서 공부하였고, 뉴욕 대학교에서 1952년 박사 학위를 수여받았다. 아내 로라 크러스컬(영어: Laura Kruskal) 또한 종이접기 애호가였다. 3남매를 두었는데, 이 중 클라이드 크러스컬(영어: Clyde Kruskal)은 매릴랜드 대학교의 컴퓨터 과학자이다.
럿거스 대학교와 프린스턴 대학교에서 교수로 있었다. 2006년 12월 26일 사망하였다.

## 참고 문헌
- Zabusky, Norman J. (2005). “Fermi–Pasta–Ulam, Solitons and the Fabric of Nonlinear and Computational Science: History, Synergetics, and Visiometrics”. 《Chaos》 (American Institute of Physics) 15 (1): 015102. Bibcode:2005Chaos..15a5102Z. doi:10.1063/1.1861554. 2012년 7월 10일에 원본 문서에서 보존된 문서. 2008년 8월 5일에 확인함.